# Вудсток (фестиваль)

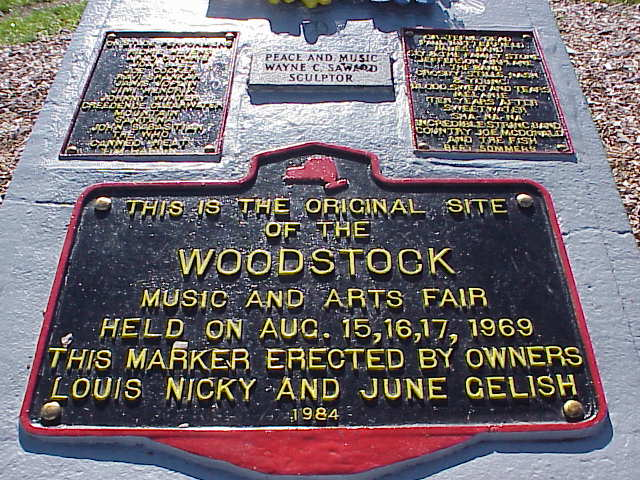
Мемориальная плита на месте проведения Вудстока

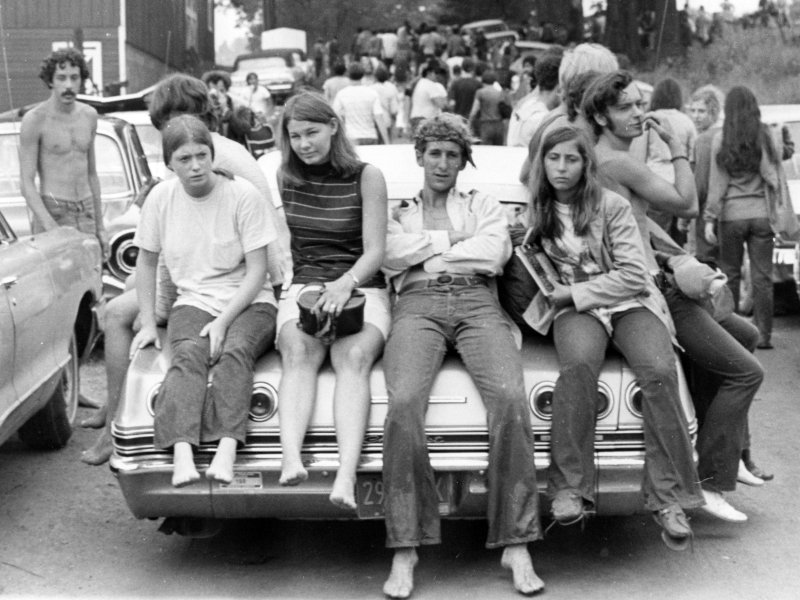

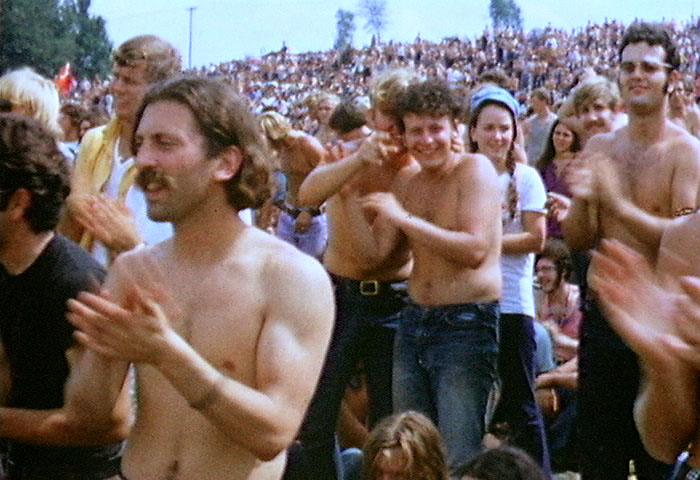

Вудстокская ярмарка музыки и искусств (англ. Woodstock Music & Art Fair, в разговорной речи Вудсток) — один из самых знаменитых рок-фестивалей, прошедший с 15 по 18 августа 1969 года на одной из ферм городка в сельской местности Бетел, штат Нью-Йорк, США. Событие посетило около 500 тысяч человек, а среди выступавших были такие исполнители, как The Who, Jefferson Airplane, Дженис Джоплин, Creedence Clearwater Revival, Джоан Баэз, Джо Кокер, Джими Хендрикс, Grateful Dead, Рави Шанкар, Карлос Сантана и многие другие. Во время проведения фестиваля погибло три человека: один от передозировки героина, второй был сбит трактором, третий упал с высоких конструкций; произошло два неподтверждённых рождения ребёнка. В 1970 году был выпущен документальный фильм «Вудсток. Три дня мира и музыки», получивший в 1971 году «Оскар». Вудсток стал символом конца «эры хиппи» и начала сексуальной революции.

## Планировка и приготовления
Вудсток был инициирован благодаря усилиям Майкла Лэнга, Джона Робертса, Джоэла Розенмана и Арти Корнфельда. Робертс и Розенман профинансировали проект, а Лэнг уже имел опыт в качестве промоутера: в мае 1968 года он организовал Майамский поп-фестиваль, который на то время являлся крупнейшим фестивалем на Восточном побережье США — его посетило около 40 тысяч человек.
Робертс и Розенман, под именем «Challenge International, Ltd.», разместили объявление в The New York Times и The Wall Street Journal: «Молодые люди с неограниченным капиталом ищут интересные, законные инвестиционные возможности и бизнес-предложения». Лэнг и Корнфельд заметили объявление, и четвёрка вскоре встретилась для обсуждения идеи создания звукозаписывающей студии в Вудстоке, Нью-Йорк, которая переросла в открытый фестиваль музыки и искусства. Однако все четверо имели различия в подходе: Робертс был дисциплинированным и знал, что было необходимо для успеха мероприятия, тогда как отрешённый Лэнг видел Вудсток как новый, расслабляющий способ собрания антрепренёров. Некоторое время Робертс колебался между тем, стоит ли выйти из игры или продолжить финансирование проекта, в итоге выбрав последнее.
В апреле 1969 года рок-группа Creedence Clearwater Revival стала первой, которая подписала контракт на выступление, согласившись выступить за 10 тысяч долларов. До этого момента промоутеры испытывали сложности, так как никто из «звёзд» не решался объявить об участии. Дуг Клиффорд, ударник Creedence, позже сказал: «Как только согласились Creedence, каждый стал в очередь и пришли все остальные известные исполнители». Группа оказалась в числе хедлайнеров, но из-за того, что Grateful Dead не уложились в отведённое для них время, Creedence вышли на сцену около полуночи, когда большинство зрителей уже спали. Это выступление, по настоянию фронтмена Джона Фогерти, не было включено ни в фильм, ни в саундтрек, а участники Creedence выразили не лучшие впечатления по поводу своего участия на прославленном фестивале.

### Выбор места
Изначально фестиваль планировалось провести в городе Вудсток, однако, не сумев найти подходящее место, весной 1969 года организаторы арендовали 120-гектарный парк «Миллз» в Уоллкилле. Несмотря на их уверения в том, что посетителей будет не более 50 тысяч, власти Уоллкилла отказывали им в необходимых согласованиях, а в начале июля даже ввели закон, который требовал разрешение на любые собрания более 5 тысяч человек. 15 июля власти Уоллкилла запретили проведение фестиваля официально, обосновывая своё решение тем, что установка туалетных кабинок «не согласуется с моральными принципами города».
Эллиот Тайбер в своей книге «Штурмуя Вудсток» (Taking Woodstock) утверждает, что он предложил провести фестиваль на 6 гектарах своей прилагающейся к мотелю земли в городе Бетел, так как владел нужным разрешением. Кроме этого, Тайбер заявил, что именно он познакомил организаторов с фермером Максом Ясгуром. Лэнг, однако, отрицает заявление Тайбера, говоря, что тот лишь познакомил его с риэлтором, который отвёз Лэнга на ферму Ясгура без сопровождения Тайбера. Сэм Ясгур, сын Макса, подтвердил слова Лэнга. Земля Ясгура представляла по форме чашу, спускающуюся к пруду Филиппини на северной стороне. Сцена была установлена в нижней части холма на фоне пруда, который во время проведения фестиваля стал местом для купания нагишом.
Как и в случае с Уоллкиллом, организаторы заверили власти Бетела в том, что посетителей будет не более 50 тысяч. Несмотря на протесты жителей города, которые вывешивали плакаты, гласящие: «Не покупайте молоко. Остановите хипповский музыкальный фестиваль Макса», бетелские адвокат Фредерик Шадт и строительный инспектор Дональд Кларк одобрили разрешения. Тем не менее городской совет отказался выдать эти разрешения официально.

### Бесплатный вход
В связи с поздним изменением места проведения, у организаторов оставалось мало времени для подготовки. На встрече за три дня до начала фестиваля организаторы решили, что у них есть два пути: либо улучшить ограждения и охрану, что могло привести к беспорядкам, либо вложить все оставшиеся ресурсы в завершение постройки сцены, что будет выгодней для них самих. И поскольку посетителей прибыло намного больше, чем предполагалось ранее, в ночь перед началом фестиваля ограждения были убраны.

## Фестиваль

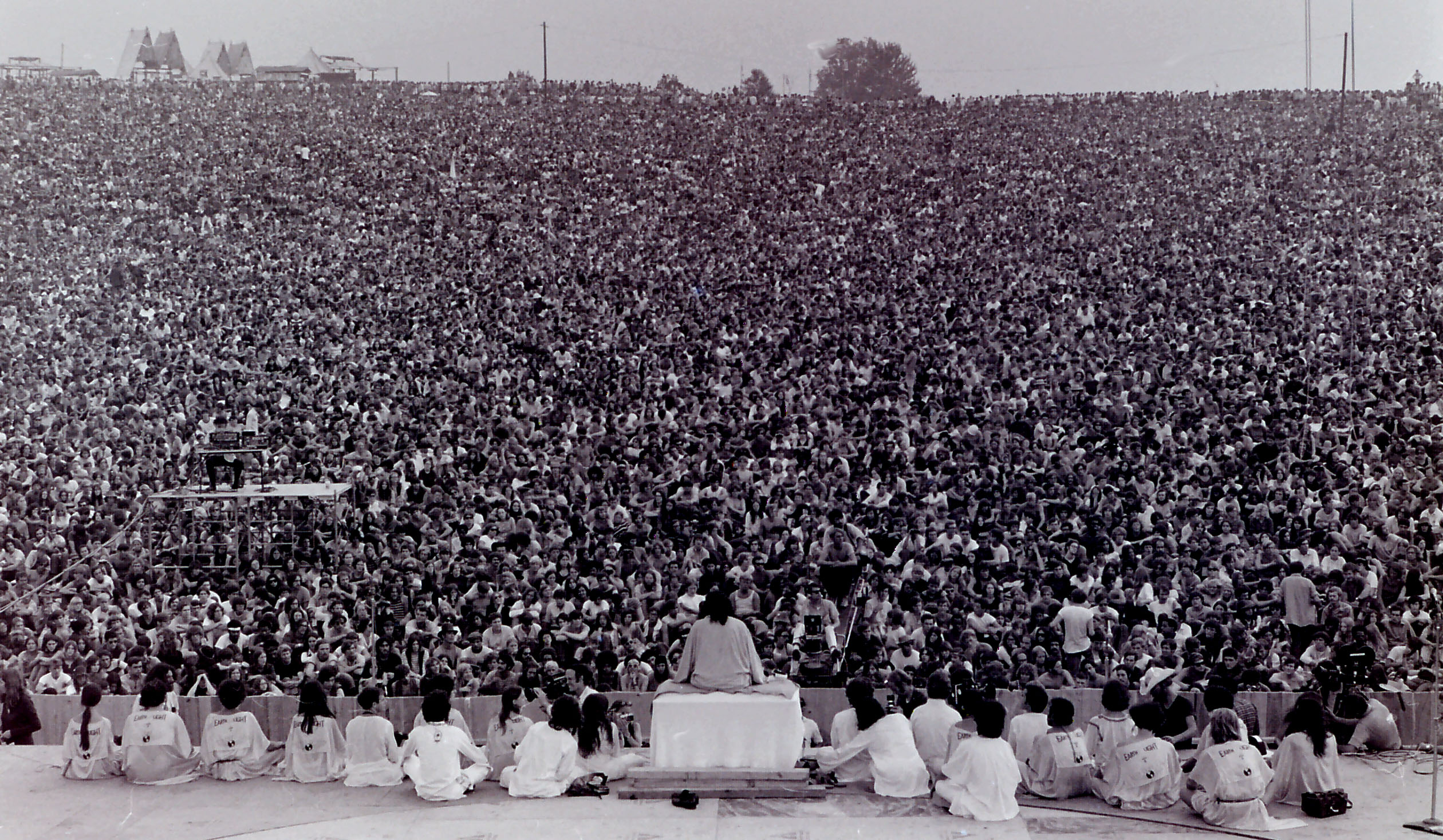
Церемония открытия

Первые группы зрителей начали прибывать к месту проведения фестиваля за неделю до его начала. Наплыв посетителей вызвал большие пробки на дорогах. Люди оставляли свои машины и шли пешком несколько километров, чтобы поучаствовать в Вудстоке. В сообщениях на радиостанциях WNEW-FM в Манхэттене и в телерепортажах людей отговаривали от посещения фестиваля. Арло Гатри, во время своего получасового сета в первый день, сказал шутливо: «Нью-йоркская автострада закрыта, чувак! Слишком много фриков!». Вдобавок к трудностям из-за большого количества людей, прошедший дождь размыл дороги и поля. У большинства посетителей не было возможности воспользоваться санитарными услугами и первой помощью; сотни тысяч людей столкнулись с плохой погодой, нехваткой продуктов питания и антисанитарией. Воскресным утром 17 августа нью-йоркский губернатор Нельсон Рокфеллер позвонил Джону Робертсу, одному из организаторов фестиваля, и сказал о своих планах отослать на место фестиваля 10 тысяч сотрудников нью-йоркской полиции. Однако Робертс убедил Рокфеллера не делать этого. Тем временем, в округе Салливан было объявлено чрезвычайное положение.

### Первый день фестиваля

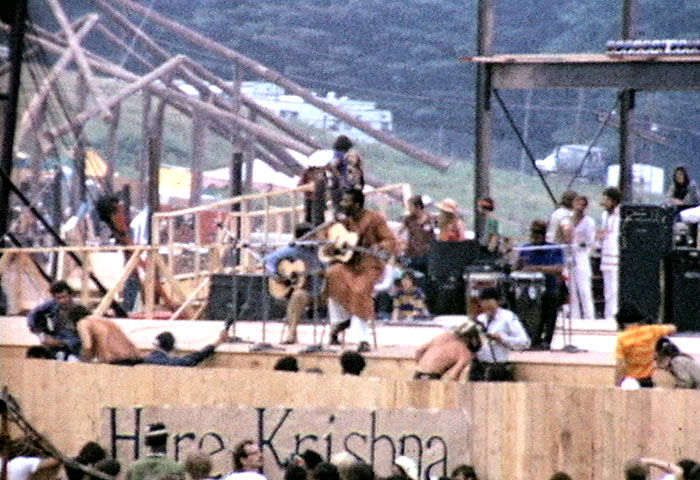
Ричи Хейвенс

Фестиваль должны были открыть Sweetwater в 16:00, но из-за того что группа застряла в пробке, день начался с Ричи Хейвенса на час позже планируемого. Кроме своих песен, Хейвенс исполнил несколько кавер-версий песен The Beatles, а закончил своё выступление сымпровизированной композицией «Freedom», основой для которой послужил спиричуэлс «Sometimes I Feel Like a Motherless Child».
Перед выходом Sweetwater Свами Сатчидананда, индийский гуру и йогин, произнёс небольшую речь, которая впоследствии была включена в документальный фильм о фестивале. Сразу после выступления Тима Хардина начался дождь.
Рави Шанкар, не обращая внимания на испортившуюся погоду, выступил с тремя песнями.
The Incredible String Band, которые должны были выступить после Шанкара, отказались играть из-за всё ещё продолжающегося дождя, поэтому сцену заняла фолк-певица Мелани, исполнившая 25-минутный акустический сет, включающий в себя кавер-версию песни Боба Дилана «Mr. Tambourine Man». Во время её исполнения люди стали зажигать свечи, что вдохновило певицу на написание хита «Lay Down (Candles in the Rain)», который вышел годом позже.
Джоан Баэз, которая до выхода на главную сцену сыграла небольшой сет на «свободной сцене» и была в то время на шестом месяце беременности, закрыла своим выступлением первый день фестиваля. В середине выступления к Баэз присоединился Джефри Шертлефф, вместе с которым она исполнила несколько композиций, включая песню The Byrds «Drug Store Truck Drivin' Man», которую Шертлефф посвятил Рональду Рейгану, на то время являвшемуся губернатором Калифорнии. Также во время выступления Баэз рассказала историю об аресте её мужа Дэвида Харриса. После того, как она окончила свой сет, дождь усилился.

### Второй день фестиваля

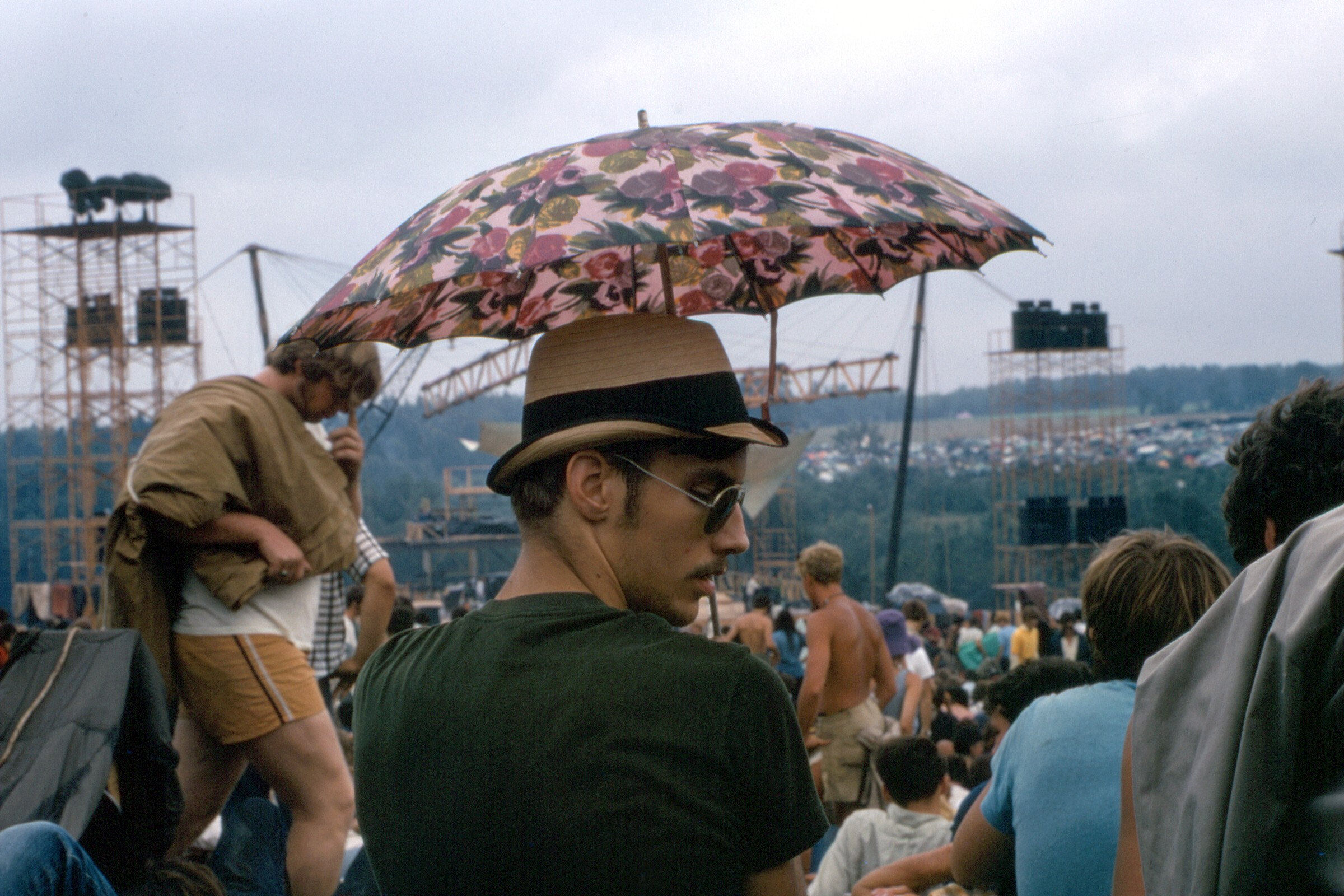

Второй день начался около полудня с малоизвестной бостонской рок-группы Quill, которая закрыла свой 45-минутный сет песней «Waitin' for You», во время исполнения которой участники коллектива стали бросать зрителям различные перкуссионные инструменты для аккомпанирования.
Кантри Джо Макдональд, фронтмен Country Joe and the Fish, которая должна была выступить последующим днём, сыграл получасовой акустический сет. Он вспоминает: «Там было слишком много людей. Я был испуган. Они нашли гитару, Yamaha FG-150, я прикрепил к ней верёвку и они вытолкнули меня на сцену». Во время исполнения последней песни, «I-Feel-Like-I’m-Fixin'-to-Die Rag», Кантри Джо убедил людей подпевать ему, сказав: «Я не знаю, как вы собираетесь когда-либо остановить войну, если не можете петь лучше. Вас, ублюдков, там около 300 тысяч, я хочу, чтобы вы начали петь, ну же!». Музыкант ушёл со сцены под громкие аплодисменты и выкрики «бис».
Сантана и его одноимённая группа, выпустившая свой дебютный альбом тем же августом, были относительно мало известны публике. Однако группа выступила настолько хорошо, что их исполнение песни «Soul Sacrifice» вошло в документальный фильм о Вудстоке.
Джон Себастьян, начавший сольную карьеру после распада своей группы The Lovin' Spoonful в начале 1969 года, как и Кантри Джо, не присутствовал в списке исполнителей.
…Я отправился на Вудсток как зритель. Я не появился там с роуд-менеджером и несколькими гитарами. <…> Так получилось, что многие мои друзья были музыкантами и я попал за сцену. Возник такой момент, когда сцена была мокрой от воды, и поэтому было невозможно подключить электроинструменты. Тогда Чип Монк сказал мне: «Слушай, нам нужно, чтобы кто-то вышел на сцену с акустической гитарой и придержал [публику], пока мы очистим сцену от воды и высушим её. Выбрали тебя». Так что я взял гитару у Тимми Хардина и вышел.Джон Себастьян
Себастьян исполнил короткий сет, состоящий из пяти песен, закончив на композиции The Lovin' Spoonful «Younger Generation», которую он посвятил ребёнку, родившемуся на фестивале.
The Incredible String Band, из-за дождя отказавшиеся играть в пятницу, сыграли в субботу, представив публике свой психоделический фолк. После блюзового буги-рока Canned Heat, на сцену поднялась хард-рок-группа Лесли Уэста Mountain, для которой появление на фестивале было лишь четвёртым концертом.
Выступление Grateful Dead было омрачено техническими проблемами. После «Mama Tried» и короткого фальстарта «High Time» последовала долгая пауза, сопровождавшаяся раздосадованными выкриками зрителей.
С подготовкой нашей аппаратуры вышла задержка. <…> Мы тогда ничего не могли поделать, у нашего звукорежиссёра заклинило мозги. Он выпустил нас с опозданием часа на три, а когда мы начали выступать, оказалось, что у нашей аппаратуры нет заземления.Боб Уэйр, участник Grateful Dead
На протяжении всего выступления участников группы било током, а Джерри Гарсия впоследствии заявил, что «из гитар вылетали синие искры. <…> Мы сыграли ужасно».
Из-за того, что Grateful Dead не уложились в отведённое для них время, Creedence Clearwater Revival начали около полуночи, когда большинство зрителей уже спали.
…Первой моей мыслью было: ого! — придётся выступать за группой, которой удалось усыпить полмиллиона человек! Что ж, я играю, я кричу, через три песни вглядываюсь в пространство за юпитерами — три ряда переплетенных тел: все спят. Обдолбились и заснули… Как бы мы ни старались, полмиллиона находились в отключке. Это напоминало сцену из Данте: в преисподней полмиллиона сцепившихся тел, дрыхнут в грязи. А потом наступил момент, который остался в памяти моей на всю жизнь. Где-то за четверть мили от нас, на другой стороне поля, парень чиркает зажигалкой, и я слышу в ночи: «Не беспокойся, Джон! Мы с вами!». Остаток шоу я отыграл для этого парня.Джон Фогерти, фронтмен Creedence Clearwater Revival
По мнению Стю Кука, бас-гитариста Creedence, сет группы был классическим: «Мне очень жаль, что многие люди даже не знают, что мы были в числе хедлайнеров». Фогерти впоследствии с сарказмом отзывался как и о самом мероприятии, так и обо всём, что ему сопутствовало: «Поколение Вудстока? — о да, класс. Пятидесятимильная автомобильная пробка. Ни еды, ни воды, ни крыши над головой, негде спать. Льёт дождь, все спят в грязи. „Мужик, это было классно! Какой пати! Кого, спрашиваешь, я видел прошлой ночью? Так я же обдолбаный был, — забыл, кого“».
Sly & the Family Stone, несмотря на то, что вышли на сцену около 3:30 ночи, исполнили свежий и мощный сет, а само выступление расценивают как одно из их лучших.
The Who, из-за разногласий с организаторами по вопросу оплаты, не поднимались на сцену до пяти утра. Одно из самых запоминающихся исполнений The Who было исполнение песни «See Me, Feel Me»: солнце взошло в тот же момент, когда солист Роджер Долтри начал петь. Также во время нахождения группы на сцене произошёл небезызвестный инцидент: политический активист Эбби Хоффман, воспользовавшись кратким перерывом в выступлении, выкрикнул в микрофон: «Что, мы так и будем сидеть и слушать это дерьмо, пока Джон Синклер гниёт в тюрьме?», но был выдворен со сцены лидером группы, Питом Таунсендом. Выйдя «на бис», The Who исполнили «My Generation», которую Таунсенд представил как «песню о тебе и обо мне», за которой последовала инструментальная версия «Naked Eye», после исполнения которой группа удалилась со сцены. Выступление поспособствовало становлению The Who как суперзвёзд и помогло их альбому Tommy стать мультиплатиновым.
Jefferson Airplane, закрывавшие второй день выступлений, поднялись на сцену лишь около 7:30 утра в воскресенье вместо 10 часов вечера в субботу. Вокалистка Грейс Слик представила коллектив словами: «Вы увидели тяжёлые группы, теперь вы увидите утреннюю маниакальную музыку, поверьте мне. Это новый рассвет». В сет группы вошли такие хиты как «Somebody to Love» и «White Rabbit».

### Третий день фестиваля

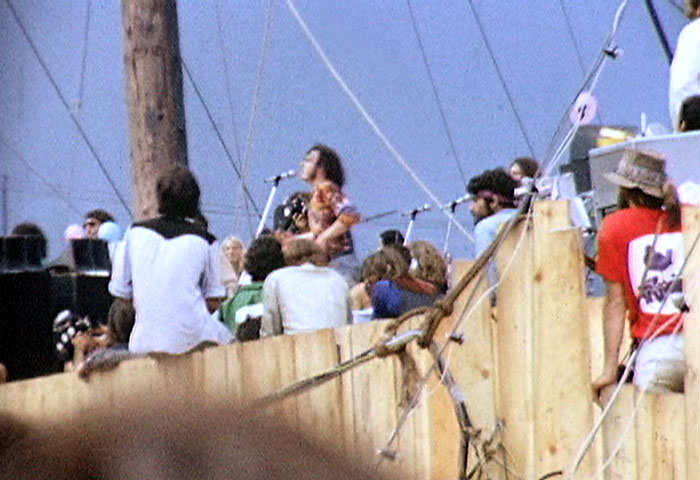
Джо Кокер и Grease Band на сцене

Джо Кокер был первым исполнителем последнего официально объявленного дня (воскресенья); он открыл день в 14:00. Дневные события сдвинули расписание на 9 часов. После захода солнца фестиваль продолжался — к сожалению для тех, кто вынужден был уйти, возвращаясь к рабочей неделе. До выхода Кокера на сцену Макс Ясгур, владелец фермы на территории которой проходил фестиваль, сказал: «Я фермер, я не умею выступать перед зрителями, перед таким большим собранием людей, как это. Это самая большая группа людей, когда-либо собиравшихся в одном месте. <…> Но кроме этого, важная вещь, которую вы доказали миру — это то, что полмиллиона детей — и я называю вас детьми, потому что у меня есть дети, которые старше, чем вы — полмиллиона молодёжи может собраться и иметь три дня веселья и музыки, и не иметь ничего кроме веселья и музыки, и благослови вас Бог за это!». Кокер начал свой сет с песни «Dear Landlord», которую посвятил Ясгуру, и закончил кавер-версией песни The Beatles «With a Little Help from My Friends», исполнение которой вошло в документальный фильм о Вудстоке. Сразу после выступления Кокера гроза прервала действие фестиваля на несколько часов.
После окончания грозы на сцену вышла группа Country Joe and the Fish, которая окончила своё выступление песней «I-Feel-Like-I’m-Fixin'-to-Die Rag», исполненную днём ранее лидером группы Кантри Джо Макдональдом. Перед выходом на сцену Ten Years After группу предостерегли о том, что существует риск поражения электрическим током, на что фронтмен Элвин Ли ответил: «Ну и ладно. Если меня ударит током на Вудстоке, мы продадим много записей». Из-за прошедшего дождя у группы возникли проблемы с инструментами (особенно с гитарой), которые быстро вышли из строя. Это привело к некоторым незапланированным паузам для повторной настройки. Помимо оборудования, возникли проблемы со звукозаписью, а кинооператоры были готовы только к последней песне. Тем не менее почти 12-минутный номер «на бис» «I’m Going Home», продемонстрировал силу Ten Years After, и особенно виртуозность гитариста Элвина Ли. Однако их выступление не лучшим образом отобразилось на их будущем, так как, по словам Ли, «[Ten Years After] были другой группой до Вудстока. <…> Тогда у нас были почтительные зрители, которые ценили джемы и свинги. Но после Вудстока зрители стали очень шумными и лишь хотели услышать вещи типа „I’m Going Home“».
Джонни Винтер преодолел полночь с восемью песнями, пригласив своего брата Эдгара для исполнения трёх песен, после чего закрыл свой сет рок-н-ролльной классикой «Johnny B. Goode».
Crosby, Stills, Nash and Young начали около трёх утра с раздельными акустическим и электро-сетами. Для группы это был лишь второй концерт, и перед началом выступления участник группы, Стивен Стилз, прокомментировал: «Это второй раз когда мы играем перед публикой, чувак. Мы чертовски испуганы». Нил Янг присоединился к ним в середине акустического сета.
Около шести утра на сцену вышла группа Paul Butterfield Blues Band, которая к моменту выступления на фестивале уже отошла от своих корней в чикагском блюзе, добавив секцию духовых инструментов, тем самым более походя на биг-бенд — помимо самого Пола Баттерфилда, коллектив насчитывал в себе ещё девять участников. После Sha Na Na исполнили свой получасовой сет, кроме прочего, сыграв свой хит в жанре ду-воп «Get a Job».
Джими Хендрикс, вместе со своей новой группой Gypsy Sun and Rainbows, должен был закрыть фестиваль в полночь, однако, вследствие различных задержек, он поднялся на сцену только в девять утра понедельника. Толпа, в разгар фестиваля достигавшая численности более 500 тысяч, сократилась до 35, когда началось его выступление. Хендрикс выступил с огромной отдачей, ближе к концу выступления сыграв на гитаре альтернативную версию Гимна США. Вьетнамская война была в разгаре, и звуковые эффекты, извлекаемые Хендриксом, вызывали параллели со звуками насилия конфликта. Его сет продолжался два часа — один из длиннейших в его карьере — и включал восемнадцать песен (включая импровизацию), завершаясь исполненной на бис «Hey Joe»; по иронии судьбы, Хендрикс стал одним из самых фотогеничных и талантливых исполнителей фестиваля, но играл перед практически пустым полем. Выступление впоследствии было издано под названием Live at Woodstock в форматах CD, DVD и Blu-Ray.

### Список исполнителей

#### Пятница, 15 августа — суббота, 16 августа
- Время выступления: 17:00 — 17:45
- Сет-лист:

1. «From the Prison» / «Get Together» / «From the Prison»
2. «The Minstrel from Gault»
3. «I'm a Stranger Here»
4. «High Flying Bird»
5. «I Can't Make It Anymore»
6. «With a Little Help from My Friends»
7. «Handsome Johnny»
8. «Strawberry Fields Forever» / «Hey Jude»
9. «Freedom (Motherless Child)»

- Время выступления: 18:15 — 19:00
- Сет-лист:

1. «Motherless Child»
2. «Look Out»
3. «For Pete's Sake»
4. «Day Song»
5. «What's Wrong»
6. «Crystal Spider»
7. «Two Worlds»
8. «Why Oh Why»
9. «Let the Sunshine In»
10. «Oh Happy Day»

- Время выступления: 19:15 — 19:50
- Сет-лист:

1. «Jennifer»
2. «The Road to Travel»
3. «I Wondered Where You Be»
4. «She's Gone»
5. «Things Are Going My Way»
6. «And When It's Over»
7. «Jeanette»
8. «America»
9. «A Note That Read»
10. «Smile»

- Время выступления: 21:00 — 21:35
- Сет-лист:

1. «How Can We Hang On to a Dream?»
2. «Susan»
3. «If I Were a Carpenter»
4. «Reason to Believe»
5. «You Upset the Grace of Living When You Lie»
6. «Speak Like a Child»
7. «Snow White Lady»
8. «Blue On My Ceiling»
9. «Simple Song Of Freedom»
10. «Misty Roses»

- Время выступления: 22:00 — 22:40
- Сет-лист:

1. «Raga Puriya-Dhanashri (Gat In Sawarital)»
2. «Tabla Solo In Jhaptal»
3. «Raga Manj Kmahaj»

- Время выступления: 23:00 — 23:25
- Сет-лист:

1. «Close to It All»
2. «Momma Momma»
3. «Beautiful People»
4. «Animal Crackers»
5. «Mr. Tambourine Man»
6. «Tuning My Guitar»
7. «Birthday of the Sun»

- Время выступления: 23:55 — 00:25
- Сет-лист:

1. «Coming into Los Angeles»
2. «Wheel of Fortune»
3. «Walking Down the Line»

История о Моисее и Брауни
1. «Oh Mary, Don't You Weep»
2. «Every Hand in the Land»
3. «Amazing Grace»

- Время выступления: 01:00 — 02:00
- Сет-лист:

1. «Oh Happy Day»
2. «The Last Thing On My Mind»
3. «I Shall Be Released»

История о том, как федеральные маршалы арестовали Дэвида Харриса
1. «No Expectations»
2. «Joe Hill»
3. «Sweet Sir Galahad»
4. «Hickory Wind»
5. «Drug Store Truck Drivin' Man»
6. «I Live One Day at a Time»
7. «Take Me Back to the Sweet Sunny South»
8. «Let Me Wrap You in My Warm and Tender Love»
9. «Swing Low, Sweet Chariot»
10. «We Shall Overcome»

#### Суббота, 16 августа — воскресенье, 17 августа
- Время выступления: 12:15 — 13:00
- Сет-лист:

1. «They Live the Life»
2. «That's How I Eat»
3. «Driftin'»
4. «Waitin' for You»

- Время выступления: 13:00 — 13:30
- Сет-лист:

1. «Janis»
2. «Donovan's Reef»
3. «Heartaches by the Number»
4. «Ring of Fire»
5. «Tennessee Stud»
6. «Rocking All Around the World»
7. «Flying High»
8. «Seen a Rocket»
9. «The “Fuck” Cheer» / «I-Feel-Like-I'm-Fixin'-to-Die Rag»

- Время выступления: 14:00 — 14:45
- Сет-лист:

1. «Waiting»
2. «Evil Ways»
3. «You Just Don't Care»
4. «Savior»
5. «Jingo»
6. «Persuasion»
7. «Soul Sacrifice»
8. «Fried Neckbones and Some Home Fries»

- Время выступления: 15:30 — 15:55
- Сет-лист:

1. «How Have You Been»
2. «Rainbows All Over Your Blues»
3. «I Had a Dream»
4. «Darlin' Be Home Soon»
5. «Younger Generation»

- Время выступления: 16:45 — 17:30
- Сет-лист:

1. «Spanish Fly»
2. «She's Gone»
3. «Too Much Thinkin'»
4. «Believe in You»
5. «Rock Me Baby»
6. «Sinnin' for You» / «Leaving Trunk» / «Just to Cry» / «Sinnin' for You»

- Время выступления: 18:00 — 18:30
- Сет-лист:

1. «Invocation»
2. «The Letter»
3. «Gather 'Round»
4. «This Moment»
5. «Come With Me»
6. «When You Find Out Who You Are»

- Время выступления: 19:30 — 20:30
- Сет-лист:

1. «I'm Her Man»
2. «Going Up the Country»
3. «A Change Is Gonna Come» / «Leaving This Town»
4. «Too Many Drivers at the Wheel»
5. «I Know My Baby»
6. «Fried Hockey Boogie»
7. «On the Road Again»

- Время выступления: 21:00 — 22:00
- Сет-лист:

1. «Blood of the Sun»
2. «Stormy Monday»
3. «Theme for an Imaginary Western»
4. «Long Red»
5. «For Yasgur's Farm»
6. «Beside the Sea»
7. «Waiting to Take You Away»
8. «Dreams of Milk and Honey» / Гитарное соло
9. «Blind Man»
10. «Dirty Shoes Blues»
11. «Southbound Train»

- Время выступления: 22:30 — 00:05
- Сет-лист:

1. «St. Stephen»
2. «Mama Tried»
3. «Dark Star»
4. «High Time»
5. «Turn On Your Love Light»

- Время выступления: 00:30 — 01:20
- Сет-лист:

1. «Born on the Bayou»
2. «Green River»
3. «Ninety-Nine and a Half (Won’t Do)»
4. «Commotion»
5. «Bootleg»
6. «Bad Moon Rising»
7. «Proud Mary»
8. «I Put a Spell on You»
9. «The Night Time Is the Right Time»
10. «Keep on Choogin'»
11. «Susie Q»

- Время выступления: 02:00 — 03:00
- Сет-лист:

1. «Raise Your Hand»
2. «As Good As You've Been to This World»
3. «To Love Somebody»
4. «Summertime»
5. «Try (Just a Little Bit Harder)»
6. «Kozmic Blues»
7. «Can't Turn You Loose»
8. «Work Me, Lord»
9. «Piece of My Heart»
10. «Ball and Chain»

- Время выступления: 03:30 — 04:20
- Сет-лист:

1. «M'Lady»
2. «Sing a Simple Song»
3. «You Can Make It If You Try»
4. «Everyday People»
5. «Dance to the Music»
6. «Music Lover»
7. «I Want to Take You Higher»
8. «Love City»
9. «Stand!»

- Время выступления: 05:00 — 06:05
- Сет-лист:

1. «Heaven and Hell»
2. «I Can't Explain»
3. «It's a Boy»
4. «1921»
5. «Amazing Journey»
6. «Sparks»
7. «Eyesight to the Blind»
8. «Christmas»
9. «Acid Queen»
10. «Pinball Wizard»

Инцидент с Эбби Хоффман
1. «Do You Think It's Alright?»
2. «Fiddle About»
3. «There's a Doctor I've Found»
4. «Go to the Mirror Boy»
5. «Smash the Mirror»
6. «I'm Free»
7. «Tommy's Holiday Camp»
8. «We're Not Gonna Take It»
9. «See Me, Feel Me»
10. «Summertime Blues»
11. «Shakin' All Over»
12. «My Generation»
13. «Naked Eye»

- Время выступления: 07:30 — 09:10
- Сет-лист:

1. «The Other Side of This Life»
2. «Somebody to Love»
3. «3/5 of a Mile in 10 Seconds»
4. «Won't You Try/Saturday Afternoon»
5. «Eskimo Blue Day»
6. «Plastic Fantastic Lover»
7. «Wooden Ships»
8. «Uncle Sam Blues»
9. «Volunteers»
10. «The Ballad of You and Me and Pooneil»
11. «Come Back Baby»
12. «White Rabbit»
13. «The House at Pooneil Corner»

#### Воскресенье, 17 августа — понедельник, 18 августа
- Время выступления: 14:00 — 15:25
- Сет-лист:

1. «Who Knows What Tomorrow May Bring» (без Кокера)
2. «40,000 Headmen» (без Кокера)
3. «Dear Landlord»
4. «Something's Coming On»
5. «Do I Still Figure in Your Life»
6. «Feelin' Alright»
7. «Just Like a Woman»
8. «Let's Go Get Stoned»
9. «I Don’t Need No Doctor»
10. «I Shall Be Released»
11. «Hitchcock Railway»
12. «Something to Say»
13. «With a Little Help from My Friends»

- Время выступления: 18:30 — 19:50
- Сет-лист:

1. «Rock and Soul Music» (короткая версия)
2. «Love»
3. «Not So Sweet Martha Lorraine»
4. «Sing, Sing, Sing»
5. «Summer Dresses»
6. «Friend, Lover, Woman, Wife»
7. «Silver and Gold»
8. «Maria»
9. «The Love Machine»
10. «Ever Since You Told Me That You Love Me (I'm a Nut)»
11. Короткий инструментальный джем
12. «Crystal Blues»
13. «Rock and Soul Music»
14. «The “Fuck” Cheer» / «I-Feel-Like-I'm-Fixin'-to-Die Rag»

- Время выступления: 20:15 — 21:15
- Сет-лист:

1. «Spoonful»
2. «Good Morning Little Schoolgirl»
3. «Hobbit»
4. «I Can't Keep from Crying Sometimes»
5. «Help Me»
6. «I'm Going Home»

- Время выступления: 22:00 — 22:50
- Сет-лист:

1. «Chest Fever»
2. «Don't Do It»
3. «Tears of Rage»
4. «We Can Talk»
5. «Long Black Veil»
6. «Don't You Tell Henry»
7. «Ain't No More Cane on the Brazos»
8. «This Wheel's on Fire»
9. «I Shall Be Released»
10. «The Weight»
11. «Loving You Is Sweeter Than Ever»

- Время выступления: 00:00 — 01:05
- Сет-лист:

1. «Mama, Talk to Your Daughter»
2. «Leland Mississippi Blues»
3. «Mean Town Blues»
4. «You Done Lost Your Good Thing Now» / Mean Mistreater»
5. «I Can't Stand It» (совместно с Эдгаром Винтером)
6. «Tobacco Road» (совместно с Эдгаром Винтером)
7. «Tell the Truth» (совместно с Эдгаром Винтером)
8. «Johnny B. Goode»

- Время выступления: 01:30 — 02:30
- Сет-лист:

1. «More and More»
2. «Just One Smile»
3. «Something's Coming On»
4. «More Than You'll Ever Know»
5. «Spinning Wheel»
6. «Sometimes in Winter»
7. «Smiling Phases»
8. «God Bless the Child»
9. «I Stand Accused»
10. «And When I Die»
11. «You've Made Me So Very Happy»

- Время выступления: 03:00 — 04:00
- Сет-лист:

1. «Suite: Judy Blue Eyes»
2. «Blackbird»
3. «Helplessly Hoping»
4. «Guinnevere»
5. «Marrakesh Express»
6. «4 + 20»
7. «Mr. Soul»
8. «I'm Wonderin'»
9. «You Don't Have to Cry»
10. «Pre-Road Downs»
11. «Long Time Gone»
12. «Bluebird»
13. «Sea of Madness»
14. «Wooden Ships»
15. «Find the Cost of Freedom»
16. «49 Bye-Byes»

- Время выступления: 06:00 — 06:45
- Сет-лист:

1. «Born Under a Bad Sign»
2. «No Amount of Loving»
3. «Driftin' and Driftin'»
4. «Morning Sunrise»
5. «All in a Day»
6. «Love March»
7. «Everything's Gonna Be Alright»

- Время выступления: 07:30 — 08:00
- Сет-лист:

1. «Get a Job»
2. «Come Go with Me»
3. «Silhuettes»
4. «Teen Angel»
5. «Jailhouse Rock»
6. «Wipe Out»
7. «Blue Moon»
8. «(Who Wrote) The Book of Love»
9. «Little Darling»
10. «At the Hop»
11. «Duke of Earl»
12. «Get a Job»

- Время выступления: 09:00 — 11:10
- Сет-лист:

1. «Message to Love»
2. «Hear My Train a-Comin'»
3. «Spanish Castle Magic»
4. «Red House»
5. «Mastermind»
6. «Lover Man»
7. «Foxey Lady»
8. «Jam Back at the House»
9. «Izabella»
10. «Gypsy Woman»
11. «Fire»
12. «Voodoo Child (Slight Return)» / «Stepping Stone»
13. «Star Spangled Banner»
14. «Purple Haze»

Вудстокская импровизация
1. «Villanova Junction»
2. «Hey Joe»

### Отменённые и несостоявшиеся выступления
- Промоутеры связались с Джоном Ленноном, попросив выступить The Beatles, но Леннон отказал. Группа была на грани распада и, кроме того, они не дали ни одного концерта с августа 1966 года (не включая их импровизированный «концерт на крыше» 30 января 1969 года). В документальном фильме «Антология The Beatles» Джордж Харрисон заявил, что присутствовал на фестивале.
- Jeff Beck Group распалась накануне Вудстока, несмотря на то, что должна была сыграть на фестивале[1]. За несколько дней до фестиваля Ники Хопкинс покинул группу и остальные участники решили не продолжать без него. Однако Хопкинс в конце концов сыграл на Вудстоке с Jefferson Airplane.
- The Doors рассматривались как потенциальные участники, но отмена произошла в последний момент. По словам гитариста Робби Кригера, они отказались потому, что посчитали, что это будет «второклассным повторением Монтерейского поп-фестиваля», и позже он выразил сожаление из-за того, что они отказались играть[31]. Однако Джон Денсмор, ударник The Doors, всё-таки полетел, чтобы «застать» фестиваль. В автобиографии он вспоминал: «Проходя на край сцены, я украдкой глянул на аудиторию. Это было что-то! Море лиц, венчающее вершину холма, расположенного примерно в четверти мили. Крупнейший из когда-либо забабаханных концертов, а The Doors не играли! Что ж, ладно. Зато я там был».
- Led Zeppelin также было предложено сыграть. Их менеджер Питер Грант сказал позже: «Нам было предложено сыграть на Вудстоке и Atlantic Records были очень заинтересованы, а также наш американский промоутер, Фрэнк Барсалона. Я сказал нет, потому что на Вудстоке мы были бы просто очередной группой в списке».
- The Byrds отказались играть, полагая, что Вудсток не будет отличаться от любого другого фестиваля тем летом. Существовали также опасения по поводу гонорара. Бас-гитарист Джон Йорк вспоминал: «Мы летели на концерт и Роджер [МакГвин] подошёл к нам и сказал, что какой-то парень организовывает фестиваль в северной части штата Нью-Йорк. Но тогда они не платили всем группам. Он спросил нас, хотим ли мы сыграть, и мы сказали: „Нет“. У нас не было ни малейшего понятия, чем это станет. Мы устали от фестивалей. Так что группа разом сказала: „Нет, мы хотим отдыха“, и пропустила лучший фестиваль из всех»[32].
- Chicago, на тот момент всё ещё известные под названием Chicago Transit Authority, изначально согласились сыграть, однако, у них был контракт с концертным промоутером Биллом Грэхемом, который позволял ему перенести выступления Chicago в Fillmore West. Грэхем перенёс некоторые из их запланированных до 17 августа концертов, тем самым не позволив группе выступить на Вудстоке. Поступок объясняется тем, что Грэхем хотел увериться в том, что Сантана, которого он продюсировал в то время, выступит на фестивале. Питер Сетера, бывший вокалист и бас-гитарист Chicago, сказал: «Мы были злы на него за то, что он отменил [выступление на фестивале]»[33].
- Tommy James & the Shondells также отклонили приглашение играть. Вокалист Томми Джеймс сказал позже: «Мы были на Гавайях, и мой секретарь позвонил и сказал: „Да, слушай, есть эта свиноферма в северной части штата Нью-Йорк, они хотят чтобы вы играли в поле“. Вот как это было донесено мне. Так что мы отказались, и несколькими днями позже поняли, что пропустили».
- The Moody Blues были в списке исполнителей на оригинальном постере к фестивалю, но группа отказалась от участия так как должна была сыграть в Париже в те выходные[34].
- Фрэнк Заппа и его группа The Mothers of Invention отказались от участия. Заппа прокомментировал, что «там было много грязи, и мы отказались»[34][35].
- Love отказались сыграть, причиной чему служили внутренние разногласия в группе[34].
- Free были приглашены сыграть, но они отказались[34].
- Mind Garage отказались от участия, посчитав, что фестиваль будет небольшим[34].
- Spirit отклонили приглашение сыграть, так как у них уже были запланированные концерты и они хотели сыграть их вместо Вудстока, не зная, насколько большим будет фестиваль.
- Procol Harum отказались от участия, так как фестиваль пришёлся на конец их длинного тура, и к тому же, у гитариста группы Робина Троуэра родился ребёнок[36].
- Jethro Tull отказались играть. Ян Андерсон впоследствии заявил, что «не хотел тратить [свои] выходные в поле с немытыми хиппи»: «Вполне возможно, что после фестиваля мы бы распались или перешли к определённому шаблонному звучанию. Я рад, что этого не случилось».[37][38].
- Iron Butterfly были приглашены на фестиваль, но выступление пришлось отменить[1]. Рон Буши, ударник Iron Butterfly, так вспоминал это: «Мы были в Нью-Йорке в отеле Americana, ждали и ждали. Наш полуприцеп со всем нашим оборудованием был на стоянке, но мы не могли добраться по этому маленькому шоссе до Вудстока. Так что мы поговорили с The Who и они сказали, что мы можем использовать их оборудование. Но все вертолёты были расхватаны, а они были единственным способом для нас добраться туда. Мы должны были играть в последний день, но мы не могли добраться туда. Мы спускались к порту три раза и ждали вертолет, но он так и не появился. <…> Тогда для нас это был обычный открытый фестиваль. <…> Он бы изменил нашу карьеру, это точно»[39].
- Боб Дилан собирался выступить, но его сын внезапно заболел и был госпитализирован, в связи с этим участие в фестивале пришлось отменить[35][40].
- Джони Митчелл первоначально должна была сыграть на фестивале, но выступление было отменено по настоянию её менеджера, чтобы не пропустить появление на «Шоу Дика Каветта»[1][41][42].
- Lighthouse также отклонили предложение сыграть на фестивале.
- Майкл Ланг, один из промоутеров фестиваля, попросил Роя Роджерса закрыть Вудсток песней «Happy Trails», но тот отказался[1][43].

#### Освещение в СМИ

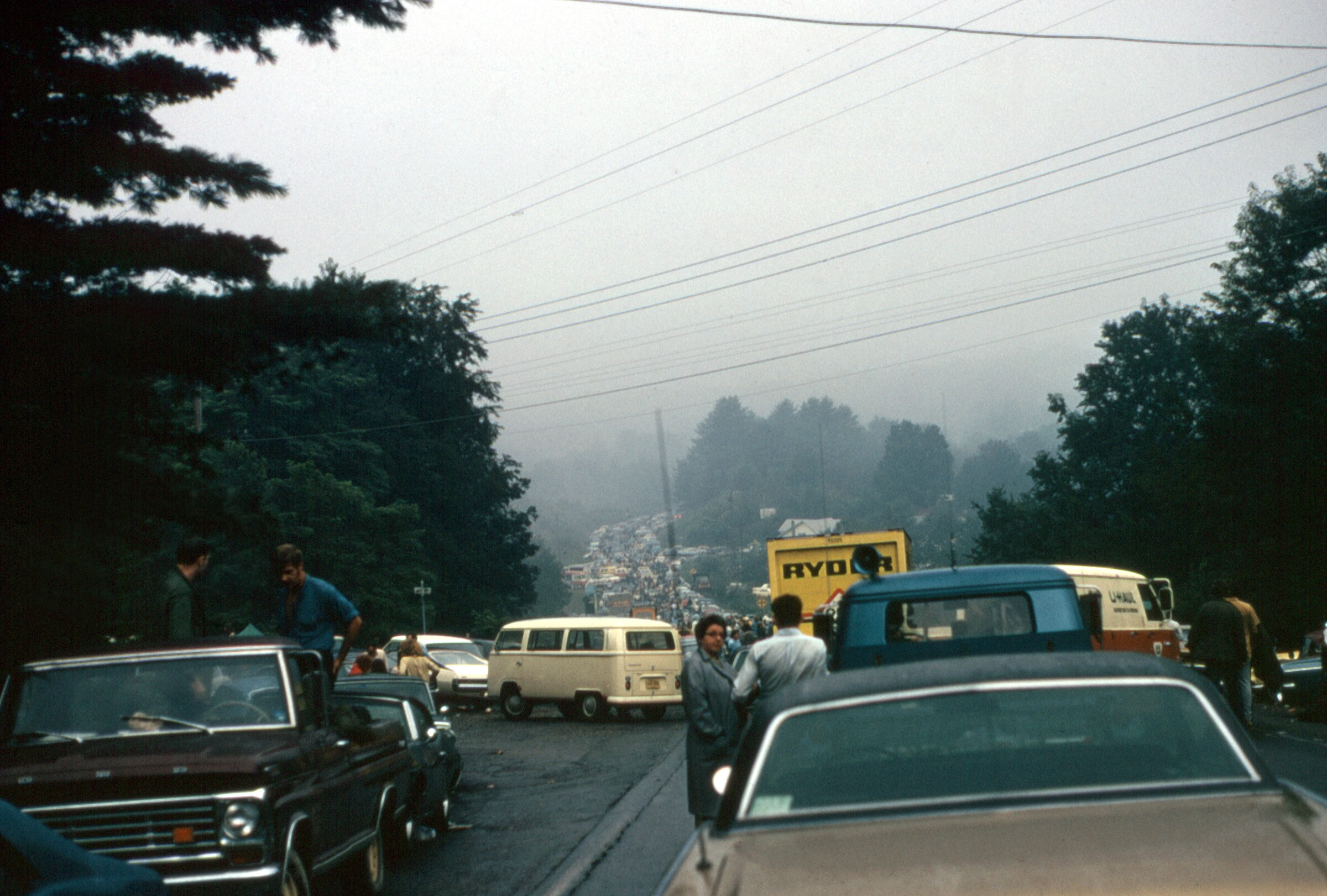
Утро 16 августа. Пробки на дорогах.

Во время начала фестиваля, СМИ акцентировались на проблемах: заголовки на первой странице Daily News сообщали о «больших пробках на хиппифесте» и «хиппи, погрязших в море грязи». К концу Вудстока обзоры стали более позитивными, в частности потому, что родители посетителей фестиваля обратились к таблоидам и, основываясь на телефонных звонках своих детей, сказали, что заявления прессы крайне неправдивы.
The New York Times осветили прелюдию к фестивалю и переход из Уоллкилла в Бетел. Барнард Кольер, который вёл репортаж для The New York Times прямо с Вудстока, утверждает, что редакторы газеты оказывали на него давление, чтобы он написал ложно-негативную статью о фестивале, что привело к жёстким разговорам и отказу Кольера писать статью, пока Джеймс Рестон, главный редактор газеты, не позволит ему написать правду. Хоть и в окончательной статье всё же обсуждались проблемы пробок и незначительных нарушений закона, большая её часть делала упор на взаимодействие, щедрость и добродушие публики. Когда фестиваль завершился, Кольер написал ещё одну статью об уходе посетителей с места его проведения и отсутствии насилия. В статье также были процитированы главный врач фестиваля и несколько местных жителей, которые положительно отозвались о посетителях фестиваля.